# Hans Paetsch
Hans Paetsch (7 de diciembre de 1909 - 3 de febrero de 2002) fue un director y actor teatral, cinematográfico, televisivo y de voz de nacionalidad alemana. Tenía una de las voces más conocidas del mundo de habla alemana, y en la República Federal de Alemania fue considerado como „Märchenonkel der Nation“ (algo así como „tío cuento de hadas de la nación“).

## Biografía
Nacido en Montreux-Vieux, Francia, en aquel momento parte de Alemania, Paetsch era hijo de un funcionario. Cursó estudios de Filología, pero descubrió su vocación teatral durante una actuación estudiantil y decidió dedicarse a la interpretación. Finalizada su formación, recibió ofertas de trabajo en diferentes teatros, actuando entre otros lugares en Lübeck.
Finalizada la Segunda Guerra Mundial, en 1947 llegó al teatro en el que pasó el resto de su vida teatral, el Teatro Thalia de Hamburgo. En los siguientes 28 años, hasta 1975, trabajó en dicho teatro como actor y director bajo la gerencia de Willy Maertens, Kurt Raeck y Boy Gobert.
Hans Paetsch fue muy conocido por el gran público a partir de los años 1960 por ser narrador durante más de treinta años de innumerables grabaciones de cuentos clásicos y programas radiofónicos infantiles, trabajando especialmente con el sello discográfico Europa (con textos como Die Hexe Schrumpeldei, Die Geschichte von dem kleinen Muck o Hui Buh). También trabajó para la radio, como en la serie del sello Europa dedicada a Edgar Wallace o la producción Die drei ???. De manera esporádica utilizó su talento para la comedia, siendo el desventurado Gaius Bockschus en el episodio 1 de la serie radiofónica de los años 1980 Asterix. También dio voz al misterioso Dr. Stein en el episodio Dracula und Frankenstein, die Blutfürsten, perteneciente a la serie de terror escrita por H. G. Francis. Como actor de voz, dobló a Barry Morse en la serie El fugitivo y a Ray Teal en Bonanza. Fue también el narrador de Battlestar Galactica . Dobló en el film de 1944 The Uninvited a Donald Crisp. En la serie dramática radiofónica Gabriel Burns presentaba cada episodio con un pequeño texto, y al final de cada capítulo de Point Whitmark daba un adelanto de la siguiente entrega.
Además de su trabajo como actor de voz, también asumió diferentes papeles cinematográficos y televisivos. Su voz pudo también escucharse en producciones musicales como el disco Unter falscher Flagge (del grupo Die Toten Hosen), 13 (de Die Ärzte), Liebesschmerz (de Schiller) o en el proyecto de baile Märchenmann. También participó en varios CD-ROMs de entretenimiento educativo, como Willy, der Zauberfisch y Max und die Geheimformel (de la empresa Tivola). En el año 2002 se editó el CD Der Märchenprinz, su última producción, con obras de radio, poemas, cuentos de hadas y una canción de Hip-Hop con su voz.
Hans Paetsch falleció en Hamburgo, Alemania, en el año 2002. Fue enterrado en el Cementerio Friedhof Volksdorf de esa ciudad.

## Filmografía
- 1939 : Silvesternacht am Alexanderplatz
- 1940 : Mein Mann darf es nicht wissen
- 1941 : Hauptsache glücklich
- 1941 : Blutsbrüderschaft
- 1941 : Kameraden
- 1942 : Fünftausend Mark Belohnung
- 1943 : Liebe, Leidenschaft und Leid
- 1944 : Sieben Briefe
- 1948 : Frech und verliebt
- 1949 : Das Gesetz der Liebe
- 1950 : Die Lüge
- 1953 : Im Banne der Guarneri (TV)
- 1954 : Das Ministerium ist beleidigt (TV)
- 1957 : Made in Germany – Ein Leben für Zeiss
- 1957 : Das Herz von St. Pauli
- 1958 : Blick zurück im Zorn
- 1959 : Die Caine war ihr Schicksal (TV)
- 1959 : Natürlich die Autofahrer
- 1959 : Hunde, wollt ihr ewig leben
- 1959 : Der Mann, der sich verkaufte
- 1959 : Blühende Träume
- 1959 : Buddenbrooks
- 1959 : Der blaue Nachtfalter
- 1960 : Die Frau am dunklen Fenster
- 1960 : Ich zähle täglich meine Sorgen
- 1960 : Fabrik der Offiziere
- 1960 : Die Botschafterin
- 1960 : Im Namen einer Mutter
- 1961 : Barbara
- 1961 : Die toten Augen von London
- 1961 : Mörderspiel
- 1962 : Das Gasthaus an der Themse
- 1962 : Das Rätsel der roten Orchidee
- 1963 : Durchbruch Lok 234
- 1964 : Hotel zur Erinnerung (TV)
- 1964 : Wartezimmer zum Jenseits
- 1965 : Die eigenen vier Wände (TV)
- 1967 : Bürgerkrieg in Rußland  (miniserie TV)
- 1967 : Die Unverbesserlichen (serie TV)
- 1968 : Affäre Dreyfuss (miniserie TV)
- 1969 : Marinemeuterei 1917 (TV)
- 1971 : König Johann (TV)
- 1971 : Preußen über alles … (miniserie TV)
- 1971 : Kein Geldschrank geht von selber auf (TV)
- 1972 : Friß, Pappi, friß! (TV)
- 1978 : PS (serie TV), episodio Geschichten ums Auto
- 1984 : Blaubart (TV)
- 1984 : Die Schwarzwaldklinik (serie TV)
- 1987 : Das Erbe der Guldenburgs (serie TV)
- 1990 : Insel der Träume (serie TV)
- 1990 : Wer zu spät kommt – Das Politbüro erlebt die deutsche Revolution (TV)
- 1991 : Das serbische Mädchen
- 1992 : La Paloma fliegt nicht mehr (TV)
- 1994 : Ein letzter Wille (TV)
- 1997 : Großstadtrevier (serie TV), episodio Lug und Trug
- 1998 : Sieben Monde
- 1998 : Lola rennt

## Radio (selección)
- 1947 : George Bernard Shaw: Helden, dirección de Alfred Vohrer (Süddeutscher Rundfunk)
- 1947 : Carl Zuckmayer: Der Hauptmann von Köpenick, dirección de Alfred Vohrer (SDR)
- 1947 : Otto Brand: Besuch aus dem Jenseits, dirección de Oskar Nitschke (SDR)
- 1950 : Günter Eich:  Die gekaufte Prüfung  , dirección de Fritz Schröder-Jahn (Nordwestdeutscher Rundfunk)
- 1951 : Johannes D. Peters: Die großen Brüder, dirección de Hans Freundt (NWDR Hamburg)
- 1952 : Günter Eich:  Die Andere und ich , dirección de Gustav Burmester (NWDR Hamburg)
- 1953 : Herrmann Mostar: Das Gericht zieht sich zur Beratung zurück, dirección de Gerd Fricke (NWDR Hamburg)
- 1954 : Günter Eich: Das Jahr Lazertis, dirección de Fritz Schröder-Jahn (NWDR Hamburg)
- 1954 : Günter Eich: Sabeth , dirección de Gustav Burmester (NWDR Hamburgo)
- 1955 : Willy Kleemann: Das Gericht zieht sich zur Beratung zurück (episodio Nur vier Kilometer bis zum Dorf) , dirección de Gerd Fricke (NWDR Hamburgo)
- 1955 : Ingeborg Bachmann: Die Zikaden , dirección de Gert Westphal (NWDR Hamburgo)
- 1955 : Günter Eich: Zinngeschrei, dirección de Gustav Burmester (NWDR Hamburgo)
- 1956 : Agatha Christie: Der Mord an Roger Ackroyd oder Alibi, dirección de Wolfgang Schwade (Norddeutscher Rundfunk)
- 1958 : Karl Heinz Zeitler: Die Jagd nach dem Täter (episodio Die Villa am Teufelssee) , dirección de S. O. Wagner (NDR)
- 1959 : Günter Eich: Fährten in der Prärie, dirección de Gustav Burmester (NDR)
- 1959 : Walter Kolbenhoff: Die Jagd nach dem Täter (episodio Die Affenmaske) , dirección de S. O. Wagner (NDR)
- 1960 : Jochen Schöberl: Die Jagd nach dem Täter (episodio Panik in Pearson) , dirección de Gerda von Uslar (NDR)
- 1968 : Gert Hofmann: Bericht über die Pest in London, erstattet von Bürgern der Stadt, die im Jahre 1665, zwischen Mai und November, daran zugrunde gingen , dirección de Heinz von Cramer (NDR/Südwestfunk/Sender Freies Berlin/Saarländischer Rundfunk)
- 1984 : Günter Eich: Der 29. Februar, dirección de Peter Michel Ladiges (SWF)
- 1990 : Walt Disney: Arielle die Meerjungfrau
- 1993 : Klassik für Kids: Mozart was here (narrador; con la colaboración de Justus Frantz)